# Halo (Severinin album)
Halo je dvanaesti studijski album hrvatske pop pjevačice Severine, koji je 1. veljače 2019. godine u digitalnoj, a 8. ožujka i u CD inačici objavila diskografska kuća Dallas Records. Album sadrži 17 pjesama snimljenih u razdoblju od 2017. do 2019. godine.

## Popis pjesama
| 1.    | »'Oću s tobon živit« | Vjekoslava Huljić                       | Tonči Huljić                                            | 4:24 |
| 2.    | »Popila«             | Dušan Bačić                             | Dušan Bačić                                             | 3:43 |
| 3.    | »Halo«               | Buba Corelli, Jala Brat                 | Buba Corelli, Jala Brat                                 | 2:52 |
| 4.    | »Unaprijed gotovo«   | Marina Tucaković                        | Goran Ratković Rale                                     | 4:38 |
| 5.    | »Bijela Vrana«       | Vjekoslava Huljić                       | Tonči Huljić                                            | 3:13 |
| 6.    | »Fatamorgana«        | Milan Laća Radulović                    | The Outsiders                                           | 2:29 |
| 7.    | »Daleko ti kuća«     | Buba Corelli, Jala Brat                 | Buba Corelli, Jala Brat                                 | 2:39 |
| 8.    | »Kuma«               | Marina Tucaković                        | Sapatra Benetia, Iordanis Agapitos, Konstantinos Gitsis | 3:59 |
| 9.    | »Losha«              | Branislav Glušac, Goran Ratković Rale   | Goran Ratković Rale                                     | 3:04 |
| 10.   | »Kafana«             | Saša Lazić                              | Saša Lazić                                              | 3:38 |
| 11.   | »Mirna«              | Dušan Bačić                             | Dušan Bačić                                             | 3:22 |
| 12.   | »Otrove«             | Jala Brat                               | Jala Brat                                               | 3:53 |
| 13.   | »Imaš pravo«         | Marina Tucaković                        | Giorgos Sampanis, Eleni Giannatsoulia                   | 4:06 |
| 14.   | »Tutorial«           | Buba Corelli, Jala Brat                 | Buba Corelli, Jala Brat                                 | 3:32 |
| 15.   | »Magija«             | Buba Corelli, Jala Brat                 | Buba Corelli, Jala Brat                                 | 3:27 |
| 16.   | »Mrtav bez mene«     | Ljiljana Jorgovanović, Marina Tucaković | Damir Handanović                                        | 3:03 |
| 17.   | »Kao«                | Miloš Roganović                         | Miloš Roganović                                         | 3:42 |
| 59:44 |                      |                                         |                                                         |      |